# Rodolfo Fattovich
Rodolfo Fattovich, né à Trieste le 17 novembre 1942 et mort à Rome le 23 mars 2018, est un africaniste, égyptologue, linguiste, archéologue et professeur italien d'université.

## Biographie
Son intérêt pour l'Égypte antique remonte à l'époque du lycée, quand il reçoit en cadeau Egyptian Grammar. Being an Introduction to the Study of hieroglyphs d'Alan Henderson Gardiner. Il étudie égyptologie et archéologie préhistorique à l'Université de Trieste, où il est diplômé en Lettres classiques en 1969, avec la thèse « Les origines de la monarchie sacrée et son développement jusqu'à la fin de l'Ancien Empire » (« Le origini della monarchia sacra egiziana e suo sviluppo fino alla fine dell'Antico Regno »). À l'université de Rome « La Sapienza », où il étudie l'égyptologie avec Sergio Donadoni et la préhistoire avec Salvatore Maria Puglisi, il obtient son Master en période prédynastique égyptienne. Lanfranco Ricci lui conseille de s'intéresser aussi à l'archéologie des hauts plateaux éthiopiens et érythréens.
Rodolfo Fattovich souligne les liens de l'Égypte antique avec les traditions de la vallée africaine du Nil, pendant la phase pré-aksumite, dans le nord de l'Éthiopie et de l'Érythrée (Ier millénaire av. J.-C.) : la poterie pré-aksumite - au Musée national d'Éthiopie et celle trouvée par les expéditions archéologiques (Francis Anfray à Yeha en 1971 et en 1972 de Lanfranco Ricci à Seglamen et de Bieta Giyorgis en 1974), représentant l'écho des traditions céramiques - datant d'au moins quatre millénaires plus tôt - en Égypte et en Nubie.
En 1975, Rodolfo Fattovich est professeur adjoint d'archéologie éthiopienne à l'université de Naples - L'Orientale, où il enseigne jusqu'en 2014. Il étudie les collections du Musée national du Soudan à Khartoum, relatives à la région de Kassala (Soudan). Il suit une expédition archéologique italienne à Kassala, active de 1980 à 1995.
À Naples, Rodolfo Fattovich appartient à une communauté académique - avec Maurizio Taddei, Claudio Barocas, Maurizio Tosi, Alessandro de Maigret (it), Yaqob Beyene et, quelques années plus tard, Paolo Marrassini - qui s'intéressait à l'archéologie éthiopienne et a l'égyptologie. C'est avec le soutien de sociétés scientifiques italiennes, comme l'Istituto Italo-africano et l'ISMEO, que des projets de recherches archéologiques des deux côtés de la mer Rouge ont été conçus (ainsi que l'expédition dans la région de Kassala).

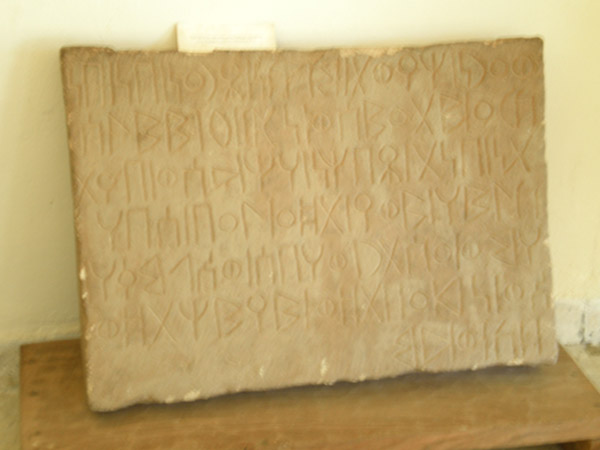
Inscription en ancien boustrophédon, période pré-axoumite, retrouvée près d'Axoum (musée d'Axoum, Éthiopie).

### Expéditions en Égypte et en Éthiopie
En 1977, commence le projet de recherche pour une expédition italienne à Naqada (Haute-Égypte) - codirigé par Rodolfo Fattovich, Maurizo Tosi et Claudio Barocas - qui a pour but d'étudier les phases formatives de l'Égypte antique. Pour Maurizio Tosi et Rodolfo Fattovich, Naqada est un site crucial pour les relations entre l'Égypte antique et la mer Rouge, à travers la vallée du Ouadi Hammamat et, à travers la mer Rouge, pour les connexions avec la corne de l'Afrique et le Moyen-Orient.
L'expédition italienne à Tell el-Farkha (dans le delta oriental du Nil) du Centro Studi e Ricerche Ligabue, co-dirigé par Rodolfo Fattovich et Sandro Salvatori (de 1986 à 1990), a mis en lumière des traces de bâtiments, en briques de boue, de l'Ancien Empire.
À partir de 1993, Rodolfo Fattovich retourne en Éthiopie, où il codirige jusqu'en 2002, avec Kathryn A. Bard de l'Université de Boston, un projet de recherche italo-américain à Bieta Giyorgis, la colline surplombant le champ de stèles d'Aksum. Le sommet de cette colline, habité pendant la période précédant la formation de l'état aksumite, était l'un des plus anciens sites urbains dans la région. Parmi les objets funéraires trouvés, des bracelets en bronze, des artefacts en fer, de la céramique. Cette culture matérielle, en particulier ès céramique, se différencie nettement, pour R. Fattovich, de celle trouvée à Yeha et dans d'autres endroits éthiopiens, de sorte que l'on pourrait parler d'un développement culturel très focalisé dans la région d'Aksum.
Dans le cimetière de Ona Enda Aboi Zewge et dans le village voisin Ona Nagast, Kathryn A. Bar et Rodolfo Fattovich ont trouvé les traces de la culture protoaksumite et peut-être d'un État (IXe siècle/VIIIe siècle - Ve siècle/IVe siècle av. J. C.). Il publie ensuite, avec Kathryn A. Bard et d'autres spécialistes, des livres sur les nouvelles découvertes, dans la région d'Axum et en Égypte.

### Autres mandats scientifiques
Rodolfo Fattovich est « Visiting professor » au département d'archéologie de l'Université de Boston, à l'African Studies Center de l'Université de Boston et à l'Université d'Addis-Abeba. Il est membre de l'ISMEO, de lInternational Society for Nubian Studies, de lInternational Society of Egyptology, de la Society of Africanist Archaeologists, du Forum for African Archaeology and Cultural Heritage, du British Institute in Eastern Africa, de la Sudan Archaeological Research Society, de l'Institut italien pour la civilisation égyptienne, de l'Institut italien d'anthropologie, de l'Institut italien de paléontologie humaine, de l'Institut italo-africain, de l'Institut italien pour l'Afrique et l'Orient (Isiao), du Centre d'études et de recherches Ligabue, du Centre d'études sur le désert oriental.

## Œuvres

### Livres en collaboration
- (en) Rodolfo Fattovich et al., The Aksum archaeological area : a preliminary assessment, Naples, Istituto universitario orientale, Centro interdipartimentale di servizi per l'archeologia, 2000.
- (en) Kathryn A. Bard et Rodolfo Fattovich, Harbor of the Pharaohs to the Land of Punt, Arcaheological investigations at Mersa / Wadi Gawasis - Egypt, 2001-2007, Rome, Università degli Studi di Napoli « L'Orientale », Herder editrice e libreria, 2008, 233 p. (ISBN 978-90-04-36850-7, lire en ligne).
- (en) Kathryn A. Bard, Rodolfo Fattovich, Andrea Manzo et Rosanna Pirelli, Mersa / Wadi Gawasis: a pharaonic harbor on the Red Sea: catalogue of the exhibition, Le Caire, Supreme Council of Antiquities Press, 2010.
- (it) Storia e leggenda dell'Etiopia tardoantica : le iscrizioni reali aksumite / a cura di Paolo Marrassini ; con un appendice di Rodolfo Fattovich: La civiltà aksumita: aspetti archeologici ; e una nota editoriale di Alessandro Bausi  (trad. du guèze), Brescia, Paideia, 2014, 394 p. (ISBN 978-88-394-0873-0 et 88-394-0873-8).
- (en) Kathryn A. Bard et Rodolfo Fattovich, Seafaring expeditions to Punt in the Middle Kingdom : excavations at Mersa : Wadi Gawasis, Leiden-Boston, Brill, 2018, 233 p. (ISBN 978-90-04-36850-7).

### Articles
- (it) « Le sepolture predinastiche egiziane : un contributo allo studio delle ideologie funerarie nella preistoria », La mort, les morts dans les sociétés anciennes / sous la direction de Gherardo Gnoli et Jean-Pierre Vernant, Paris-Cambridge, Éditions de la Maison des sciences de l'homme-Cambridge University Press,‎ 1982, p. 420-427 (ISBN 0521223229).
- (it) « Elementi per la preistoria del Sudan orientale e dell'Etiopia settentrionale », Studi di paleontologia in onore di Salvatore M. Puglisi, Rome, "Università la Sapienza,‎ 1985, p. 452-463.
- (en) Rodolfo Fattovich et Marcello Piperno, « Archeological researches in the Gash delta, Kassala province (1980-1981 field seasons) », Nubische Studien, Mainz am Rhein, P. von Zabern,‎ 1986, p. 47-53.
- (en) « Remarks on the peopling of the northern Ethiopian Sudanese borderland in ancient historical times », Rivista degli studi orientali, Rome, Bardi, vol. 58,‎ 1987, p. 85-106.
- (it) « Il contributo dei testi delle piramidi alla conoscenza della preistoria e protostoria egiziana », Annali dell'Università degli studi di Napoli « L'Orientale », Naples, Istituto universitario Orientale, vol. 47,‎ 1987.
- (it) Rodolfo Fattovich, Karim Sadr et Silvana Vitagliano, « Società e territorio nel delta del Gash (Kassala, Sudan orientale), 3.000 a.Cr.-300/400 d.Cr. », Africa : rivista trimestrale di studi e documentazione dell'Istituto italo-africano, Rome, A.BE.T.E., vol. 43, no 3,‎ 1988, p. 394-447.
- (it) « Processi storici e microevoluzione umana : riflessioni sulla possibile integrazione tra le discipline storiche ed antropologiche », Rivista di antropologia, Rome, Società romana di antropologia, vol. 68,‎ 1990, p. 5-35.
- (it) « Ricerche archeologiche italiane nel delta del Gash (Kassala) : 1980-1989 : un bilancio preliminare », Rassegna di studi etiopici, Naples-Rome, Istituto per l'Oriente-Istituto universitario orientale, vol. XXXIII,‎ 1991, p. 90-130.
- (it) « Lineamenti di storia dell'archeologia dell'Etiopia e della Somalia », Annali / Istituto orientale di Napoli, Suppllemento 71, Naples-Rome, Istituto universitario orientale, vol. 52, no 2,‎ 1992.
- (it) « L'archeologia in Etiopia ed Eritrea. Aspetti, problemi e prospettive », Africa : rivista trimestrale di studi e documentazione dell'Istituto italo-africano, Rome, A.BE.T.E., vol. 48, no 3,‎ 1993, p. 464-469.
- (it) « L'irradiamento culturale », Napata e Meroe: templi d'oro sul Nilo / a cura di Alessandro Roccati, Milan, Electa,‎ 1999, p. 57-67 (ISBN 88-435-6936-8). Catalogo mostra a Torino.

## Distinction
1989, Académie des Lyncéens : prix « Giorgio Maria Sangiorgi » pour "Histoire et Ethnographie de l'Afrique".

## Images

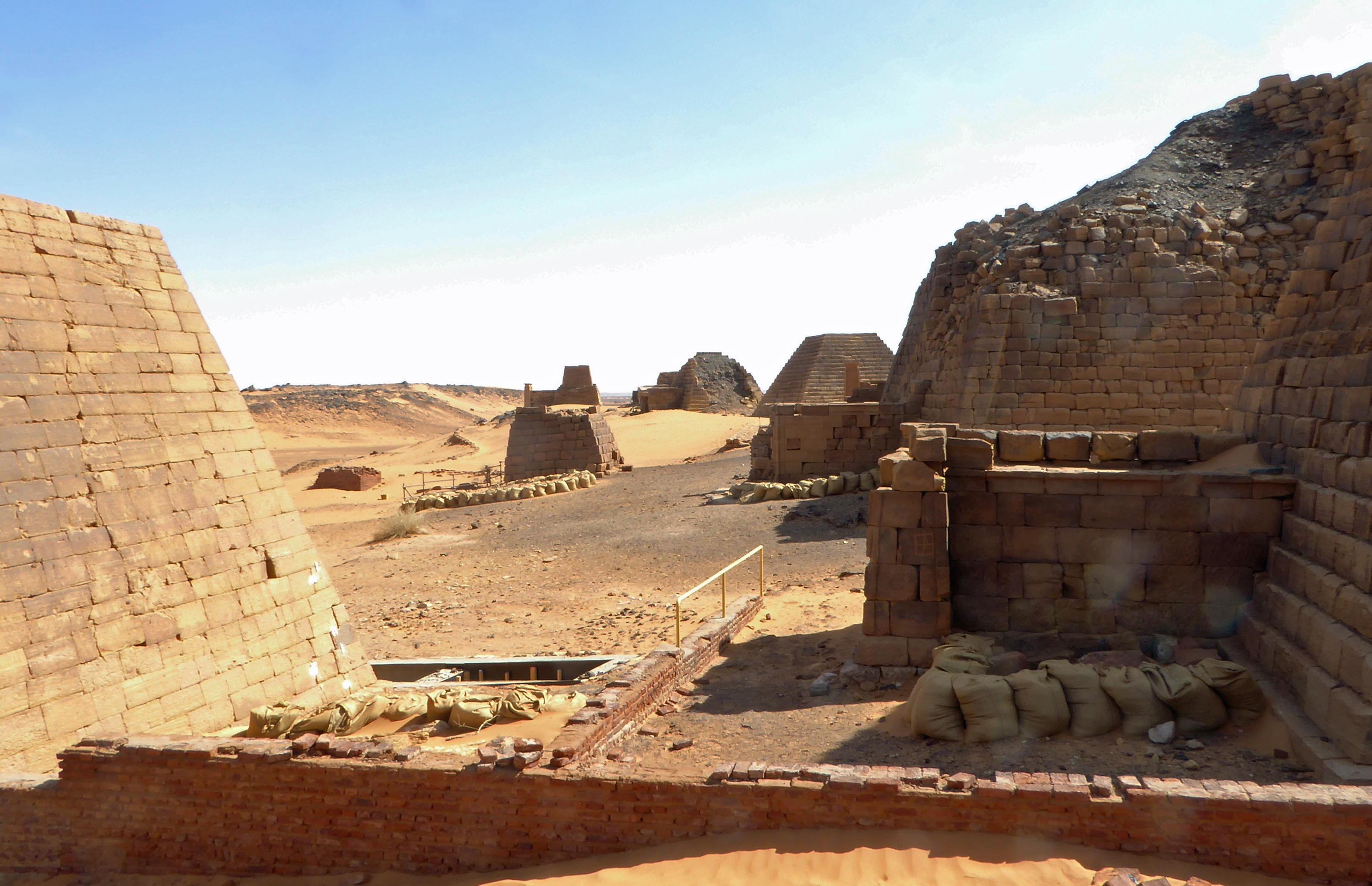
Pyramides de Méroé.
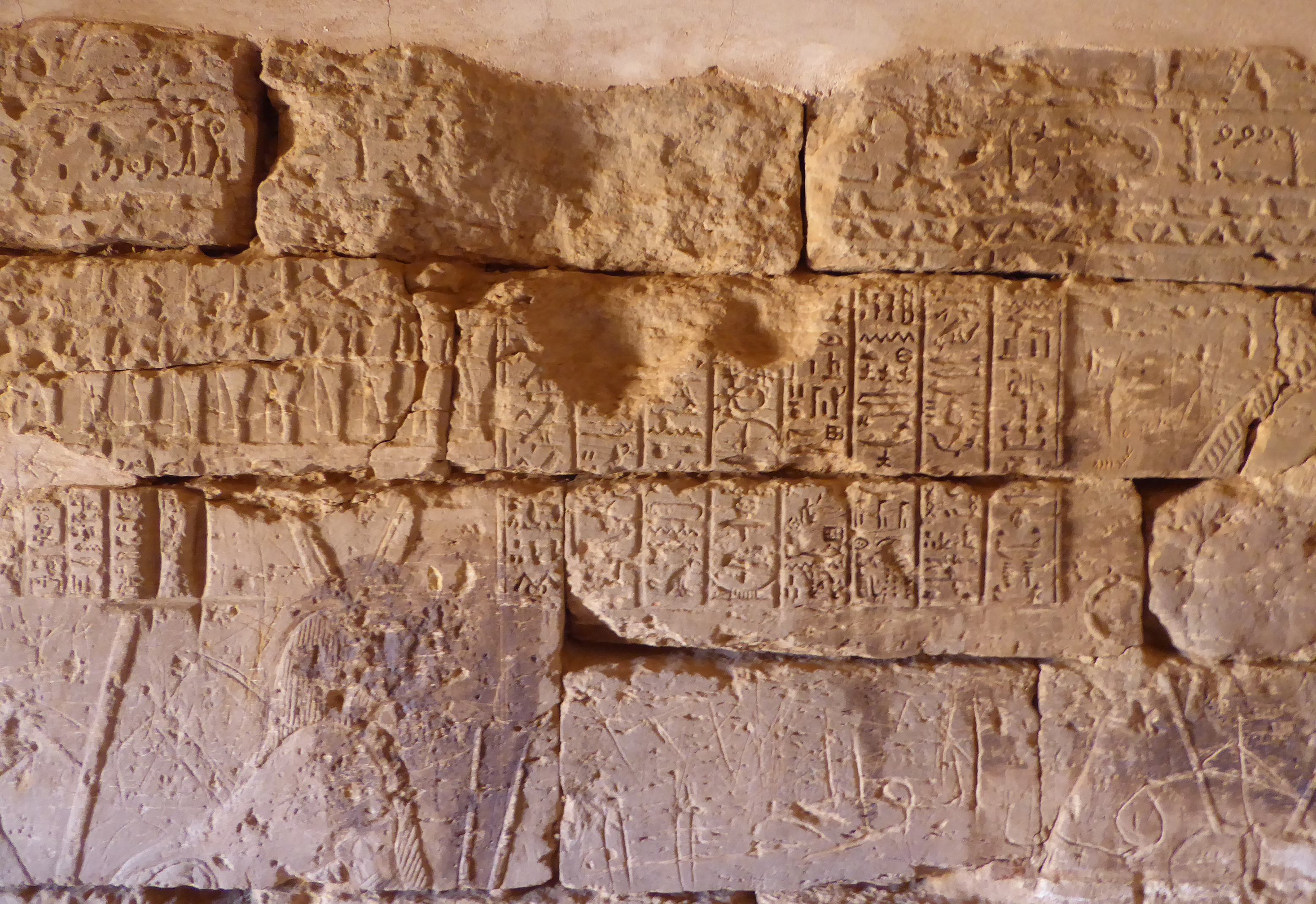
Pyramides de Méroé.
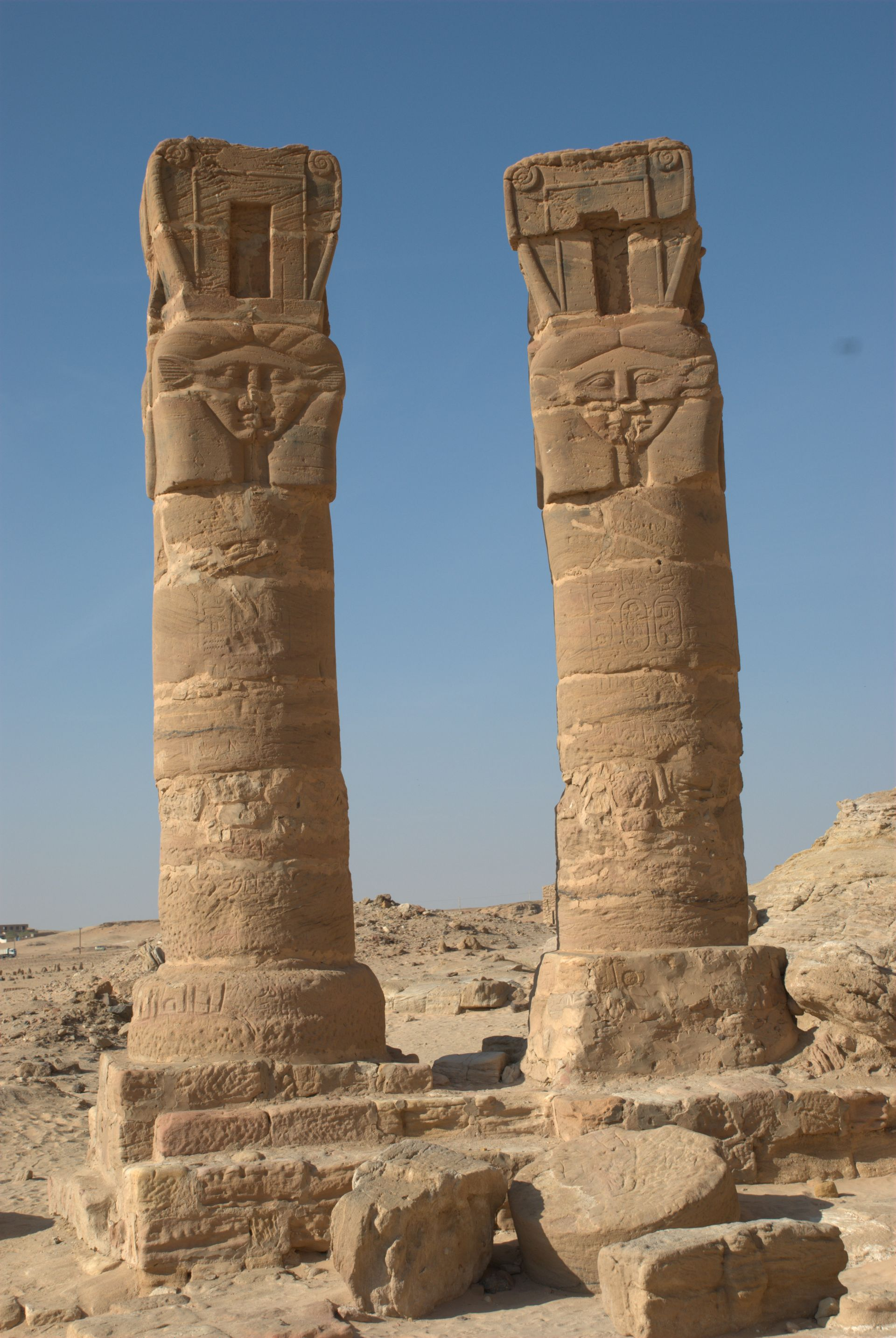
Royaume de Napata, Gebel Barkal : colonnes de Mout.
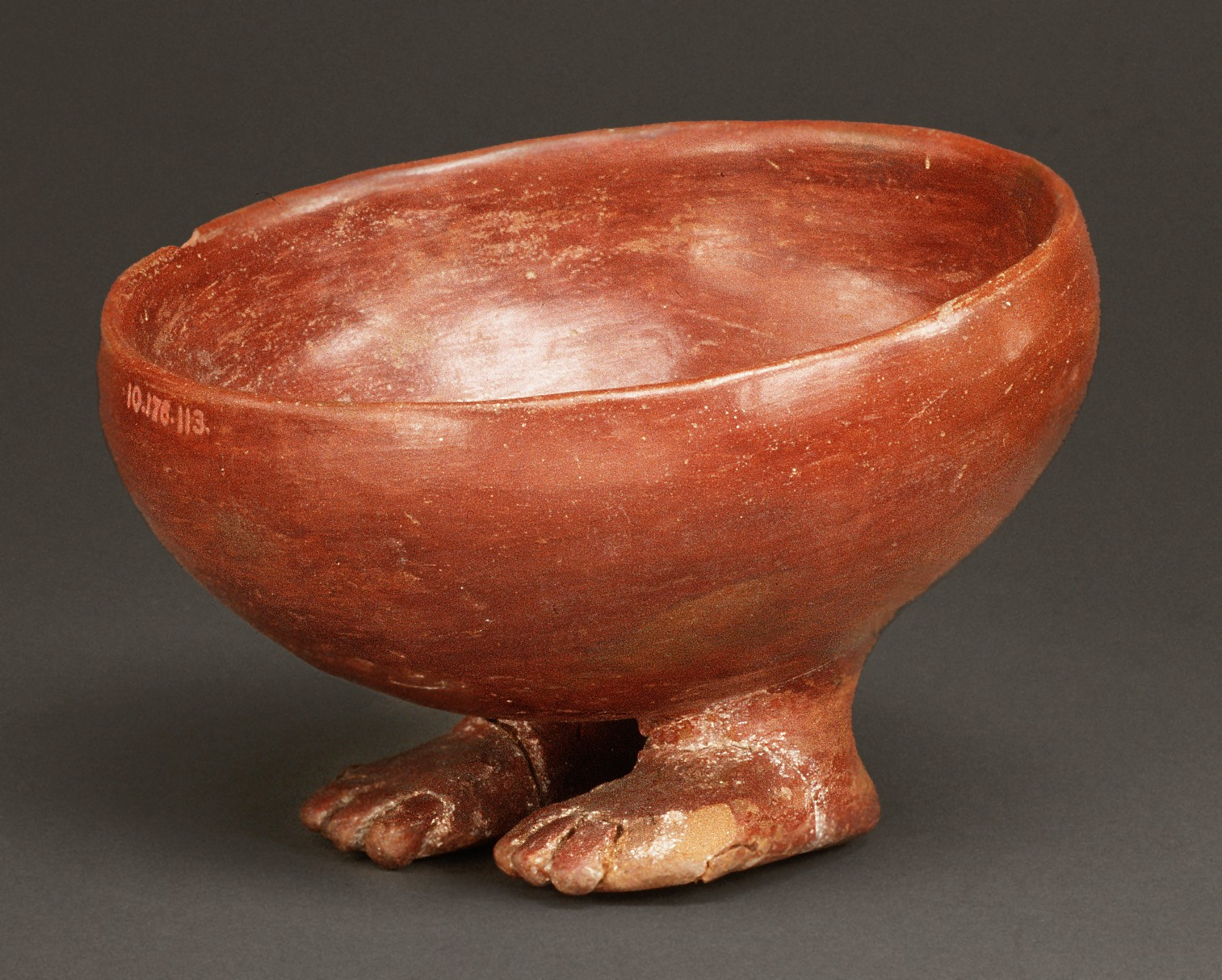
Naqada, vase en céramique avec pieds (Metropolitan Museum of Art).